# Ceraclea elongata
Ceraclea elongata är en nattsländeart som beskrevs av Yang och Morse 2000. Ceraclea elongata ingår i släktet Ceraclea och familjen långhornssländor. Inga underarter finns listade i Catalogue of Life.